# IC 3816
IC 3816 ist eine Elliptische Galaxie vom Hubble-Typ E1 im Sternbild Jagdhunde am Nordsternhimmel. Sie ist schätzungsweise 546 Millionen Lichtjahre von der Milchstraße entfernt und hat einen Durchmesser von etwa 130.000 Lichtjahren.
Im selben Himmelsareal befinden sich unter anderem die Galaxien PGC 2094818, PGC 2096168, PGC 2096831, PGC 4343137.
Das Objekt wurde am 21. März 1903 von Max Wolf entdeckt.